# Alte Nikolaischule (Leipzig)

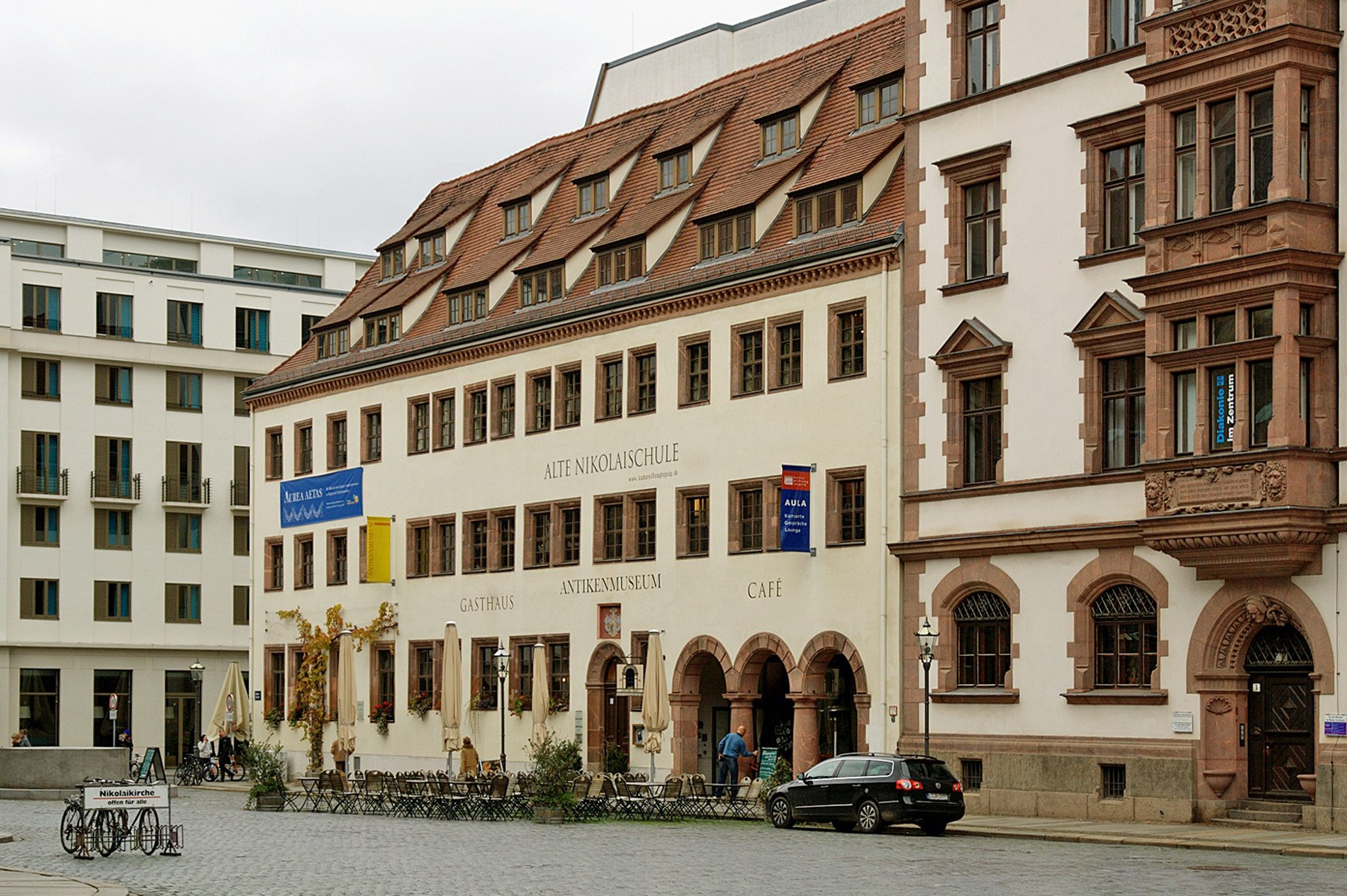
Alte Nikolaischule (2009)

Die Alte Nikolaischule (lat. Schola Nikolaitana) war die erste städtische Bürgerschule in Leipzig. Alte Nikolaischule ist auch die Bezeichnung eines Gebäudes am Nikolaikirchhof in Leipzig. Es steht unter Denkmalschutz und umfasst einen Gebäudeteil von 1553 und ein an der Ecke Nikolaistraße im Jahr 1730 errichtetes Eckhaus. Das Gebäude wurde von 1990 bis 1994 denkmalgerecht instandgesetzt und ergänzt. Danach wurde es zum Sitz des Antikenmuseums der Universität Leipzig, eines Museums über die Jugendjahre von Richard Wagner, der Kulturstiftung Leipzig und einer Gaststätte mit Freisitz.

## Geschichte
Die Geschichte der Alten Nikolaischule geht bis zum Ende des 14. Jahrhunderts zurück. Am 11. März 1395 wurden die Ratsherren der Stadt Leipzig durch Erlass von Papst Bonifatius IX. ermächtigt, eine Stadtschule am Nikolaikirchhof oder Umgebung zu errichten. Zunächst gab es aber weiterhin nur eine Privatschule Schola Nikolaitana, die 1490 erstmals erwähnt wurde. Der Name übertrug sich als Spitzname und später offizieller Name auf die dort lernenden Schüler: die „Nikolaitaner“.
Wegen der Gründung der Universität Leipzig 1409 fasste der Rat dann aber erst am 14. März 1498 einen Beschluss zur Errichtung der Schule. Am 26. September 1510 erneuerte der Rat den Beschluss zum Schulbau, so dass 1511 das baufällige Haus Nikolaikirchhof 2 gekauft und zusammen mit der daneben liegenden Küsterei abgebrochen werden konnte. Am 6. Dezember 1512, dem Tag des heiligen Nikolaus, konnte die erste weltliche Schule Leipzigs eingeweiht werden.
Auch nach Umbau und Erweiterung des Gebäudes im Jahre 1530, die wegen steigender Schülerzahlen erforderlich wurden, standen den Knaben vom 17. bis 19. Jahrhundert nur vier Schulstuben zum Unterricht zur Verfügung. Sie waren im Erdgeschoss und im dritten Stockwerk eingerichtet, während der Küster mit seiner Familie die gesamte erste Etage bewohnte. Als in Leipzig 1539 die evangelische Lehre eingeführt wurde, kam es zur Reformation der Nikolaischule.
1551 brannte das Schulhaus ab, und 1568 wurde ein Neubau errichtet, der 1596/97 im Renaissancestil umgestaltet wurde. 1611 war die Nikolaischule dann eine sechsklassige Lateinschule, erst 1716 fand die Ausbildung in deutscher Sprache Eingang in die Schulordnung. In diesem Zeitabschnitt war der als letztes Universalgenie geltende Gottfried Wilhelm Leibniz von 1655 bis 1661 Nikolaitaner.

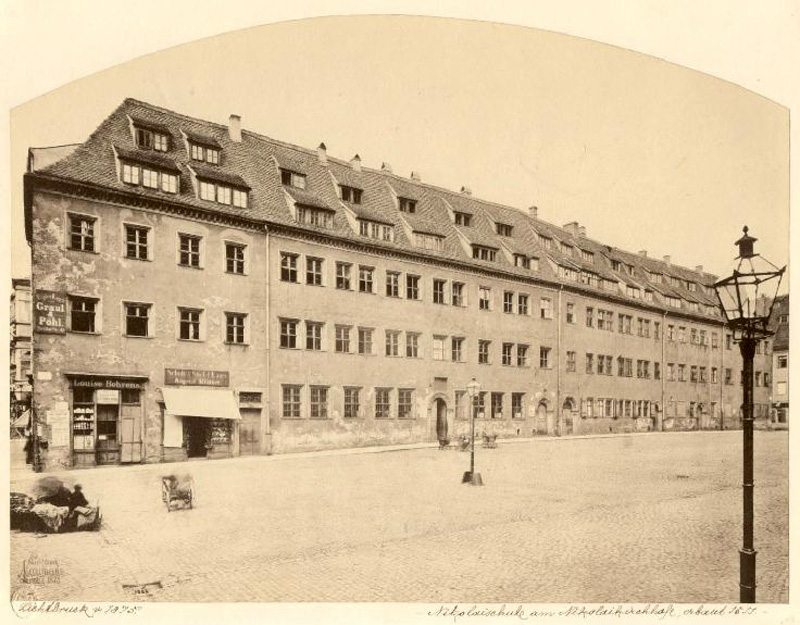
Komplex Alte Nikolaischule (1875)
Von links: Geschäftshaus (nur Erdg.), Nikolaischule, Priesterhäuser

Eine Schulaula ebenso wie der bis dahin noch gänzlich fehlende Karzer standen erst nach der 1824–1827 erfolgten Angliederung der oberen Stockwerke des benachbarten Eckhauses zur Verfügung. In dem im zweiten Obergeschoss dieses Hauses im spätklassizistischen illusionistischen Stil errichteten „Redesaal“ (Aula) der Schule erhielt der spätere Komponist Richard Wagner Musikunterricht. Dieser wohl schönste Raum des Hauses wurde 1994 stilgerecht rekonstruiert und bietet heute bei Veranstaltungen 100 Personen Platz.
Bis zum 19. Jahrhundert diente das Gebäude Schulzwecken. Nachdem am 15. April 1872 die Schule in das neue Gebäude der Nikolaischule von August Friedrich Viehweger in der Königstraße 30 (heute Goldschmidtstraße) umgezogen war, waren hier unterschiedliche Einrichtungen untergebracht. So zum Beispiel 1886–1889 das Interim der Königlichen Baugewerkeschule, ab 1897 die 1. Sanitätswache des Samaritervereins, 1907–1910 die Hauptwache der Garnison, Lager, Geschäftsräume und Räume für die Leipziger Messe, eine Polizeiwache oder 1890–1896 die Geschäftsstelle der „Gemeinsamen Ortskrankenkasse für Leipzig und Umgegend“. Zu Zeiten der DDR ging das Gebäude 1953 in die Rechtsträgerschaft der Universität über. Nach einer Nutzung durch die Handelshochschule in den 1970er Jahren verfiel es mehr und mehr, so dass es die Bauaufsicht 1976 sperren musste.

## Seit 1990

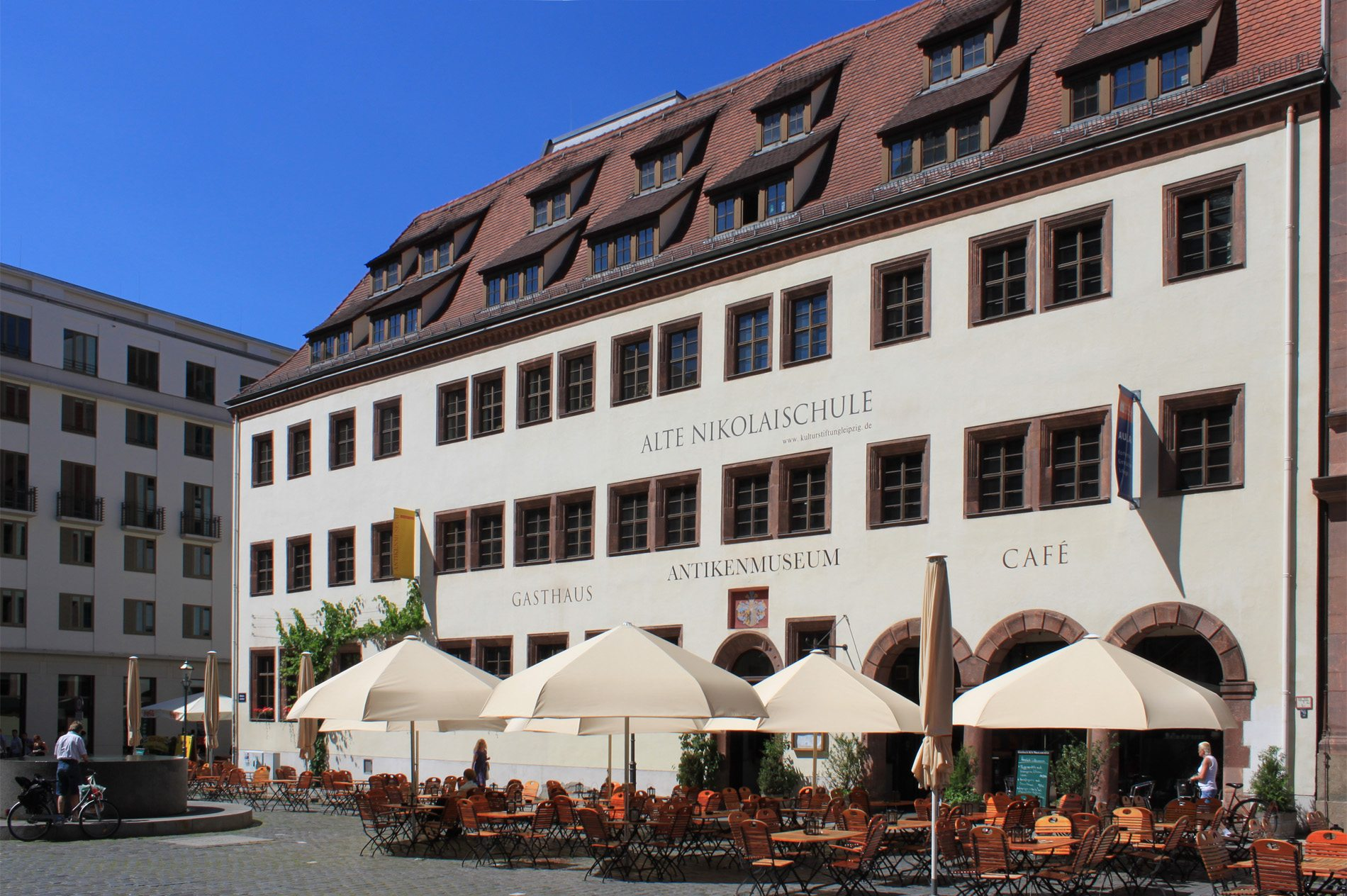
Sommer an der Alten Nikolaischule

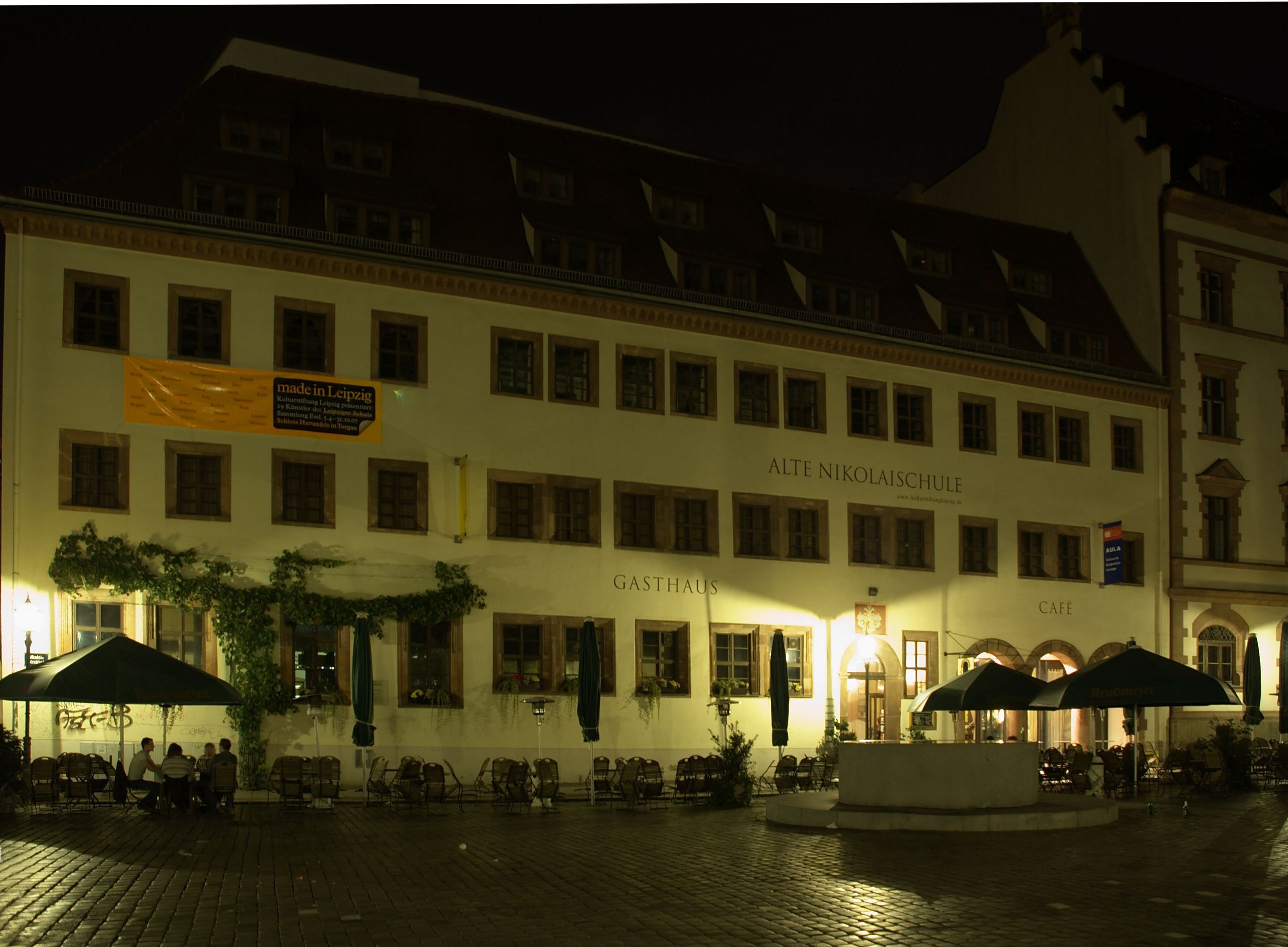
Alte Nikolaischule bei Nacht

Die Kulturstiftung Leipzig setzte sich sofort nach ihrer Gründung 1990 für eine Rettung der Alten Nikolaischule ein. Schon im Oktober 1990 beschloss die damalige Stadtverordnetenversammlung, die Schule an die Kulturstiftung zu übertragen. Die Stiftung begann dank einer 10-Millionen-DM-Spende der Stadt Frankfurt am Main und sächsischen Denkmalfördermitteln, das Baudenkmal in den Jahren 1991 bis 1994 behutsam zu sanieren und es einer kulturellen und denkmal-verträglichen Nutzung zuzuführen, am 10. September 1994 erfolgte die Wiedereröffnung der Alten Nikolaischule. Die Sanierung wurde mit dem ersten Architekturpreis der Architektenkammer Sachsen in der Kategorie „Umnutzung und Ergänzung historischer Bauten“ ausgezeichnet.
Es entstanden so in der Leipziger Innenstadt ein neues kulturgeschichtliches Ausflugsziel und mit dem „Gasthaus Alte Nikolaischule“ in der historischen Schulstube – dem Auditorium – ein bekanntes Restaurant der Stadt. Des Weiteren befinden sich in der Alten Nikolaischule der Sitz der Kulturstiftung Leipzig und seit 1994 das Antikenmuseum der Universität Leipzig. Im Jahre 1996 gründete die Hochschule für Technik, Wirtschaft und Kultur (HTWK) hier ihr Automatik-Museum mit engem Bezug zu G. W. Leibniz und auf Basis einer Sammlung der Technischen Hochschule Leipzig. Inzwischen ist das Automatik-Museum nach Leipzig-Plagwitz in das Gebäude „GaraGe“ in der Karl-Heine-Straße 97 umgezogen. Die ehemaligen Schulräume beherbergen an seiner Stelle ein Richard-Wagner-Museum, das 2013 anlässlich seines 200. Geburtstages eröffnet wurde und sich den Entwicklungen in Kindheit und Jugend dieses in Leipzig gebürtigen Musikgenies widmet.
Die Alte Nikolaischule ist Station 11 der Unesco-Initiative „Leipziger Notenspur“.
Die Nikolaischule als Institution befindet sich seit 1995 in Leipzig-Stötteritz in der Schönbachstraße 17 als Neue Nikolaischule Leipzig.

## Rektoren
- 1512–1518 Johannes Rumpfer
- 1520–1523 Konrad Pirckheimer
- 1525–1535 Johannes Muschler[1], ein Schüler des Humanistenn Petrus Mosellanus[3]
- 1535–1541 Wolfgang Meurer
- 1541–1544 Georg Zehler
- 1544–1559 Maximus Göritz
- 1559–1562 Georg Masbach
- 1562–1567 Leonhard Wolf (oder Lycius)
- 1567–1574 Sebastian Rösler
- 1574–1588 Johann Öttwein
- 1589–1607 Christoph Heiligmeier
- 1607–1629 Johann Friedrich
- 1630–1638 Zacharias Schneider[1]
- 1638–1663 Johann Hornschuch
- 1663–1670 Friedrich Rappolt
- 1670–1676 Jakob Thomasius
- 1676–1693 Johann Gottfried Herrichen 
(oder Cyrillus)
- 1693–1699 Johann Gottlieb Meister
- 1699–1733 Ludwig Christian Crell
- 1734–1746 Dietrich Dreßler
- 1746–1751 Johann Christoph Ortlob
- 1752–1758 Christian Gottlob Haltaus
- 1758–1774 Johann Jakob Reiske
- 1775–1794 Georg Heinrich Martini
- 1795–1828 Gottlieb Samuel Forbiger
- 1828–1866 Karl Friedrich August Nobbe
- 1866–1877 Justus Hermann Lipsius
- 1877–1884 Theodor Vogel
- 1884–1890 Karl Mayhoff
- 1890–1909 Karl Heinrich Otto Kaemmel
- 1910–1915 Oskar Dähnhardt
- 1915–1916 Georg Berlit
- 1916–1925 Albrecht Reum
- 1925–1937 Fritz Friedrich
- 24. September 1945–31. August 1947 Walter Frahnert
- 1. September 1951–4. März 1953 Friedrich Kluge
- 1. März 1953–31. August 1958 Otto Miersch

## Berühmte Nikolaitaner
- Gottfried Wilhelm Leibniz (1655–1661), Philosoph, Mathematiker, Jurist, Historiker und politischer Berater der frühen Aufklärung
- Christian Thomasius (1665–1670), Jurist und Philosoph
- Johann Jakob Vogel (1671–1677), Theologe und Historiker
- Johann Gottfried Sammet (1719–1796), Jurist und Hochschullehrer
- Christian Heinrich Reichel (1734–1807), Pädagoge, Übersetzer und Schriftsteller
- Johann Christoph Leopold Reinhold (1769–1809), Mediziner, Physiker und Hochschullehrer
- Karl August Kuhl (1774–1840), Mediziner und Hochschullehrer
- Johann Gottfried Seume (1776–1777), Schriftsteller und Dichter[3]
- Christian Friedrich Rüdiger (–1777/1779), Astronom und Hochschullehrer
- Karl Gottlieb von Weber (1785–1790), Kirchenrechtler und Verwaltungsjurist
- Christian Weiss (–1791), Philosoph und Pädagoge
- Emil Adolf Roßmäßler (1818–1825), Naturforscher, Politiker und Volksschriftsteller
- Hermann Schulze-Delitzsch (1821–1824), Sozialreformer, Jurist und Politiker
- Richard Wagner (1828–1830), Komponist, Schriftsteller, Theaterregisseur und Dirigent
- Friedrich Max Müller (1836–1841), Sprach- und Religionswissenschaftler
- Carl Hermann Schildbach (1838–1843), Orthopäde
- Jaro Springer (1856–1915), Kunsthistoriker
- Paul Ewald (1857–1911), evangelisch-lutherischer Theologe und Hochschullehrer
- Conrad Cichorius, Althistoriker und Klassischer Philologe
- Arthur Benno Schmidt (1872–1880), Jurist und Abgeordneter
- Karl Liebknecht (1882–1890; schon im neuen Schulgebäude), Sozialist
- Alfred von Tilly (–1887), Verwaltungsjurist und Landrat
- Fritz Behn (–1893, dann Wechsel nach Lübeck), Bildhauer[11][12]